# Dávid Czvittinger
 (mai 2019).
Dávid Czvittinger (David Czvittinger) né en 1675 ou 1679  à Schemnitz et mort dans la même ville le 18 mars 1743 est l'auteur du premier lexique littéraire hongrois,  Hungariae literatae, écrit en latin.

## Biographie
Dávid CzvittingerIl appartient à une famille devenue noble en 1657. Il étudie dans des universités étrangères et visite Berlin , Strasbourg , Tübingen, Altdorf.... C'est à partir de son séjour à Tübingen qu'il commence à rassembler des biographies et des œuvres d’auteurs hongrois. Il est en prison pour dettes lorsqu'il publie, en 1711, son ouvrage Hungariae literatae. L'auteur a conscience des  insuffisances de son travail et le précise dans le titre en ajoutant le terme "specimen". Il est ultérieurement complété et corrigé, par exemple par Paul Wallaszky et par Jean George Lippisch.